# Карпилівська сільська рада (Ківерцівський район)
Карпилівська сільська рада — орган місцевого самоврядування у Ківерцівському районі Волинської області з адміністративним центром у с. Карпилівка.

## Населені пункти
Сільській раді підпорядковані населені пункти:
- с. Карпилівка

## Населення
Згідно з переписом УРСР 1989 року чисельність наявного населення сільської ради становила 1508 осіб, з яких 735 чоловіків та 773 жінки.
За переписом населення України 2001 року в сільській раді мешкало 1687 осіб.

### Мова
Розподіл населення за рідною мовою за даними перепису 2001 року:
| Мова       | Відсоток |
| ---------- | -------- |
| українська | 99,88 %  |
| російська  | 0,12 %   |

## Склад ради
Рада складається з 16 депутатів та голови.

## Керівний склад сільської ради
| ПІБ                      | Основні відомості                                                 | Дата обрання | Дата звільнення |
| ------------------------ | ----------------------------------------------------------------- | ------------ | --------------- |
| Федорчук Юрій Григорович | Сільський голова, 1962 року народження, освіта, безпартійний      | 26.03.2006   | 31.10.2010      |
| Федорчук Юрій Григорович | Сільський голова, 1962 року народження, освіта вища, безпартійний | 31.10.2010   |                 |

Примітка: таблиця складена за даними джерела